# Desa Citaman (administrativ by i Indonesien, Jawa Barat)
Desa Citaman är en administrativ by i Indonesien.   Den ligger i provinsen Jawa Barat, i den västra delen av landet, 140 km sydost om huvudstaden Jakarta.